# Klaus Enold
Klaus Enold (* 16. April 1941) war Fußballspieler bei den DDR-Oberligisten SC Wismut Karl-Marx-Stadt und Motor Zwickau und spielte siebenmal in der DDR-Juniorennationalmannschaft und zweimal in der DDR-Nachwuchsauswahl.

## Sportliche Laufbahn
Enold lernte das Fußball-ABC bei der Betriebssportgemeinschaft (BSG) Einheit in der mittelsächsischen Stadt Mittweida. Im März 1959 bestritt er sein erstes von sieben Spielen in der Junioren-Nationalmannschaft der DDR. Alle diese Spiele fanden im Jahr 1959 statt. Er wurde stets als rechter Verteidiger eingesetzt und spielte meist mit den späteren Nationalspielern Manfred Geisler, Wolfgang Barthels, Jürgen Nöldner und Rainer Nachtigall zusammen. Zu dieser Zeit war Enold bereits beim SC Motor Karl-Marx-Stadt, dessen Männermannschaft in der drittklassigen II. DDR-Liga spielte und 1960 in die I. DDR-Liga aufstieg. Nachdem Enold in diesem Jahr auch ein Spiel mit der DDR-Nachwuchsauswahl bestritten hatte, wurde er zu Beginn der Saison 1961/62 zum in Aue spielenden Oberligisten SC Wismut Karl-Marx-Stadt delegiert. Dort wurde er sofort Stammspieler und bestritt in seiner ersten Oberligasaison 31 der 39 Punktspiele. Am 8. Mai 1962 bestritt er noch einmal ein Spiel mit der DDR-Nachwuchsauswahl, sein letzter internationaler Auftritt. Nachdem er 1962/63 nur noch elfmal in der Oberligamannschaft des SC Wismut eingesetzt worden war, wechselte Enold zur Spielzeit 1963/64 zum Lokalrivalen BSG Motor Zwickau, der ebenfalls in der Oberliga spielte und gerade den DDR-Fußballpokal gewonnen hatte. Doch auch in Zwickau konnte er nicht richtig Fuß fassen, in zwei Spielzeiten kam er gerade auf fünf Einsätze in der Oberliga. 24-jährig und mit der Erfahrung von insgesamt 47 Oberligaspielen ging Enold im Sommer 1965 zum DDR-Ligisten Motor Wema Plauen. Dort wurde er dringend benötigt und sofort in allen 30 Punktspielen eingesetzt. In Plauen war Enold bis 1972 aktiv und übernahm anschließend das Training der Mannschaft. Nach einem privaten Interneteintrag ist er früh verstorben.
1. ↑  Eintrag für Klaus Enold auf die-ewige-seite.de (Memento des Originals vom 29. November 2014 im Internet Archive)  Info: Der Archivlink wurde automatisch eingesetzt und noch nicht geprüft. Bitte prüfe Original- und Archivlink gemäß Anleitung und entferne dann diesen Hinweis.

| Alle Auswahlspiele:          | Alle Auswahlspiele:         | Alle Auswahlspiele:         |
| Junioren-Nationalmannschaft  | Junioren-Nationalmannschaft | Junioren-Nationalmannschaft |
| ---------------------------- | --------------------------- | --------------------------- |
| 8.3.1959                     | DDR – England               | 4:3                         |
| 29.3.1959                    | DDR – Frankreich            | 3:1                         |
| 31.3.1959                    | DDR – Tschechoslowakei      | 0:1                         |
| 2.4.1959                     | DDR – Polen                 | 5:1                         |
| 4.4.1959                     | Bulgarien – DDR             | 3:0                         |
| 28.6.1959                    | DDR – Ungarn                | 1:6                         |
| 17.10.1959                   | DDR – Polen                 | 6:1                         |
| Nachwuchs-Nationalmannschaft |                             |                             |
| 29.6.1960                    | DDR – Norwegen              | 5:3                         |
| 8.5.1962                     | DDR – Polen                 | 1:3                         |